# Promicrogaster erigone
Promicrogaster erigone är en stekelart som beskrevs av Nixon 1965. Promicrogaster erigone ingår i släktet Promicrogaster och familjen bracksteklar. Inga underarter finns listade i Catalogue of Life.